# Резня в Янице
Резня в Яннице (греч.  Σφαγή των Γιαννιτσών), упоминается также как Холокост в Яннице (греч.  Ολοκαύτωμα των Γιαννιτσών) — убийство 112 жителей и сожжение греческого города Янница, Центральная Македония, совершённое солдатами Вермахта и греческими коллаборационистами в сентябре 1944 года, во время оккупации Греции, в годы Второй мировой войны.

## Оккупация
Немецкая армия вступила в город Янница 11 апреля 1941 года. 20 апреля в городе временно расположилась немецкая горнопехотная дивизия. Пребывание оккупантов было отмечено грабежами.
С началом тройной, германо-итало-болгарской, оккупации Греции, Янница, как и вся Центральная Македония, остался в германской зоне.
Жители города, продолжая традиции Освободительной войны Греции и Борьбы за Македонию, массово примкнули к Национально-освободительному фронту Греции, (ЭАМ) и, одновременно, всевозможными способами, поддерживали партизан Народно-освободительной армии Греции (ЭЛАС), которые действовали в близлежащих горах Пайко (Πάϊκο), Каймакчалан (Καϊμακτσαλάν) и Вемион (Βέρμιο).
В ответ на установленные оккупантами и их пособниками жёсткие меры, конфискацию имущества и продовольствия, принудительную работу на оборонных объектах, аресты и тюремные заключения, вначале десятки, а затем сотни жителей города, оставляли свои дома и уходили в соседние горы, к партизанам. Среди них были и подростки, такие как 13-летний Никос Сиридис, получивший у партизан псевдоним Вениамин. В самом городе тоже не прекращалась подпольная деятельность.
Как следует из подпольной газеты «Элефтерия» (Ελευθερία — Свобода), которую издавал «Панмакедонский комитет» ЭАМ, «в Янница, в середине ноября 1943 года, был осуществлён первый крестьянский съезд региона, в котором приняли участие 200 делегатов»
Была дана установка силовыми методами защитить урожай. Крестьяне региона Янницы, при поддержке подпольных организаций, изгоняли коллаборационистов полковника Пулоса, когда те направлялись к местам обмолота зерна.
Весной и летом 1943 года подпольные организации организовали акции протеста против гражданской мобилизации. Аналогичные демонстрации были проведены в эти дни в Эдессе, Верии и Наусе.
Но в период 1941-43 в самом городе не было пролито много крови. В разных эпизодах было убито только 4 жителя, за хранение оружия:56.
Обстановка критическим образом изменилась к концу 1943 года.

## Против расширения болгарской зоны оккупации
На всём протяжении войны греческое движение Сопротивления сковывало 10 немецких дивизий в континентальной Греции (140 тыс. человек), плюс немецкие силы на Крите и других островах, а также 250 тыс. итальянцев (11-я армия (Италия)).
Необходимость освобождения боевых частей для отправки на Восточный и другие фронты вынудила германское командование предоставить возможность своим болгарским союзникам расширить зону оккупации на греческие регионы Центральная Македония и Западная Македония.
При этом, германское командование, осознавая исторически сложившиеся, в отличие от дружественных греко-сербских отношений, не дружественные греко-болгарские отношения (в докладе офицера Вермахта Венде «ненавистные болгары»), пыталось успокоить своего греческого «квислинга» И. Раллиса. После того как Раллис заявил, что подаст в отставку в случае передачи македонской столицы, города Салоники, болгарам, наместник Рейха в оккупированной Греции Гюнтер Альтенбург заявил ему: «Эти меры ни в коем случае не принимаются по политическим причинам, но чисто из военных соображений рационального использования немецких сил, таким образом эта сделка не ставит своей целью нарушить греческое господство в Македонии».
Демонстрация против расширения болгарской зоны оккупации в Афинах в июле 1943 года сорвала эти планы, но подпольная сеть ЭАМ в Македонии находилась в постоянной готовности, чтобы не допустить их осуществления.
После выхода Италии из войны (3 сентября), 16 сентября 1943 года муниципалитет Яница, во главе с мэром Томасом Мангриотисом и при содействии местных организаций, включая футбольные клубы, организовал в городе демонстрацию и вручил немецкому коменданту протест против новых намерений германского командования расширить болгарскую зону оккупации и передать болгарам Центральную Македонию.
Немцы, с помощью греческих коллаборационистов арестовали около 100 жителей города («Элефтерия» писала о 200), которых перевезли в лагерь «Павлос Мелас» в Фессалоники:302.
13 из них были расстреляны там 13 января 1944 года, в числе 40 заключённых, расстрелянных в тот день. Подпольная газета «Элефтерия», распространявшаяся по всей Македонии, писала об этих 40 расстрелянных: «Все они пали с криками за Грецию, призывая народ к борьбе и требуя возмездия ! Вся нация, весь народ, пусть преклонит колено над могилой национальных мучеников и пусть поклянётся отомстить!».

## Обострение обстановки
К концу декабря 1943 года, силы 30-го полка ЭЛАС предприняли значительные диверсионные операции. В некоторых операциях приняли участие и английские диверсанты. Атакам подверглась важная железнодорожная линия Салоники — Гевгелия и рудник свинцовой руды в Гуменисе. Были разрушены мосты и устроены засады на шоссе Яница — Салоники и Яница — Гумениса:333.
Командующий германскими силами в юго-восточной Европе, Эрих Шмидт-Рихберг, в своём секретном донесении о действиях партизан в Греции от 28 августа 1944 года, то есть только 2 недели до резни в Янице, информировал германский генштаб: «партизанские силы находящиеся в горах Пеко усилились и являются постоянной опасностью для железнодорожной линии Поликастрон — Гевгелия. Хребет Вермион и южные склоны хребта Каймакчалан, являются базами для ежедневных организованных внезапных атак против Верии, Эдесы и Наусы и серьёзных диверсионных актов против автодорожных и железнодорожных узлов».
Оккупанты видя, что их пребывание в стране близится к концу, пытались террором упредить удары греческого Сопротивления при своём отступлении.

## Коллаборационисты
В последний год оккупации Греции (1944) немцы широко использовали в своих карательных операциях местных коллаборационистов. На территории Македонии самыми известными из них были «Всегреческая освободительная организация» (ПАО) и антикоммунистическая организация полковника Г. Пулоса:220.
Кроме этого, с Крита был переброшен отряд Фрица Шуберта. Происхождение Шуберта вызывало много вопросов, поскольку он говорил по-турецки, внешне выглядел азиатом и за ним закрепилась кличка «Турок». Была также высказана версия, что он был смирненским греком, который под протекцией германского консула избежал Смирнской резни, а затем был послан в Германию на учёбу. Сегодня достоверно известно, что Фриц Шуберт был немцем, родился в 1897 году в Дортмунде, стал членом Национал-социалистической партии в 1934 году, под номером 3397778, и, по утверждению исследователя Г. Кирьякопулоса, состоял в гестапо в звании Unterscharführer.
Шуберт создал на Крите так называемую «Карательную команду Шуберта» (Jagdkommando Schubert), в основном из освобождённых для этой цели уголовников. «Команда Шуберта», насчитывавшая около 100 человек, «прославилась» на Крите, после чего половина команды под командованием Шуберта была переброшена в Македонию.
Перед тем как принять участие в резне в Янница, Шуберт успел отметиться рядом преступлений в Центральной Македонии, в частности в Холокосте Хортиатиса 2 сентября 1944 года, за 12 дней до событий в Яннице.

## Элефтерохори
В первую неделю марта 1944 года, немецкие мотоциклисты, сопровождаемые отрядом крымских татар, совершили первый налёт на село Элефтерохори (сегодня входит в муниципалитет Янница).
Жители Элефтерохори, все беженцы из Понта, одними из первых примкнули к ЭАМ. Село находилось у подножия горы Пайко, контакты с партизанами были частыми, помощь партизанам продовольствием была всеобщей. Все семьи, в той или иной степени, помогали партизанами и имели родственников среди партизан. Село стало мишенью для немцев и их пособников. Этот первый налёт сопровождался грабежом и разрушениями, но не был отмечен жертвами. Жители подтвердили, что немцев сопровождал вооружённый отряд крымских татар, с которыми они смогли переговариваться на русском языке.
Налёт повторился 23 марта 1944 года. На этот раз немцев сопровождали греческие коллаборационисты из отрядов Г. Пулоса и Г. Пападопулоса. Село подверглось полному разрушению. Были убиты 17 жителей и 2 младенца. Греческие коллаборационисты не уступали немцам в зверствах. Жители этого малого села в 60 семей, после его полного разрушения и пережитых ими здесь зверств и трагедий, решили не возвращаться в Элефтерохори. Лишь Савва Калцидис, после войны, многие годы заявлял, что он постоянный житель села и в официальной статистике Элефтерохори упоминалось как село с одним (1) постоянным жителем.

## Сожжение Эдессы
12 сентября соседний город Эдесса был атакован отрядами ЭЛАС. При этом, была скоординирована одновременная атака одного единственного союзного самолёта на казармы города. В отместку, как писала «Элефтерия» «немцы, болгарофашисты и коллаборационисты развернули дикий террор. Город был подожжён. Пролито много крови».
Было сожжено историческое ядро города, Вароси. Сгорело более 250 домов. На следующий день было полностью сожжено село Месимери. Тысячи жителей Эдессы остались без крова. Среди разрушенных зданий были мужская гимназия (постройки 1862 года) и кафедральный собор Св. Бессребренников.

## Резня Янницы
Немцы и их сотрудники не могли примириться с мыслью, что Янница, расположенный на равнине, являлся одним из центров Сопротивления в Центральной Македонии.
Исследователь С. Кузинопулос считает, что резня в Яннице была преднамеренным актом террора, с целью прекращения поддержки Сопротивления жителями города.
5 августа 1944 австрийский солдат Otmar Dorne дезертировал из германской армии и вступил в 30-й полк ЭЛАС, который располагался на горе Пайко. Событие было представлено как пленение и убийство в плену немецкого солдата.
Этот незначительный инцидент стал поводом к массовой резне и расстрелу 14 сентября в Янница.
Немцы призвали к соучастию в резне отряды коллаборационистов.
Газета «Элефтерия» пишет, что в город вступили 100 коллаборационистов из организации ПАО и 400 из организации Г. Пулоса. Кроме них в резне принял участие отряд Шуберта.
74 жителей города были расстреляны в тот день, будучи предварительно избитыми железными ломами. Несколько женщин были изнасилованы уголовниками Шуберта, другие были зарезаны.
Среди расстрелянных был мэр города, Томас Мангриотис.
18 сентября часть города была предана огню и немцы и их сотрудники убивали каждого встречного на их пути. 38 человек были в тот день убиты на улицах города. Убитые были оставлены незахороненными на поедание животными.

## Свидетельства
Шуберт был судим после войны в 1947 году. Он признал своё участие в преступлении, но возложил также вину на людей Пулоса:
«Как только мы вошли в Янница, люди Пулоса собрали людей на площади и стали их сортировать. Выбирали они. Я не мого знать, кто является коммунистом. Первыми они убили дубинками Г. Папаиоанну и его двух сестёр. Многих других они убили там, на площади. За резнёй, происходившей на площади, с балкона наблюдали полковник Пулос и Скапердас. Они давали приказы и наблюдали оттуда за исполнением».
Переживший резню, 20-летний тогда, Яннис Костидис описывает:
«Нас, около 10 человек, заставили вырыть большую яму, размерами примерно 4Χ6 метров и глубиной в 2,5 м. Пока мы рыли яму, коллаборационисты зверски мучили жителей, которых сгоняли туда под угрозой оружия. Они вырывали у жителей золотые зубы и во многих случаях отрезали пальцы, чтобы снять кольца. Полумёртвыми от пыток, их сбрасывали в яму и расстреливали.
13-летнего Т. Боскоса живым сбросили в яму, после того как убили его деда. Шуберт лично решил пристрелить мальчика, но его пистолет дал осечку. Он попросил второй пистолет, но и тот дал осечку. Тогда Шуберт схватил автомат и разрядил целую очередь в тело мальчика. Расстрел продолжался до наступления тьмы».
4 дня после расстрела, 18 сентября 1944 года, город был предан огню и немцы и коллаборационисты убивали каждого жителя, которого они встречали на своём пути.
Эмиль Венгер, посетивший через несколько дней Янница, в качестве представителя Международного Красного Креста пишет:
«… Более 70 человек, среди которых мэр, 5 муниципальных служащих и другие видные граждане были убиты самым зверским способом. Избитые железными ломами, с раскрытыми черепами и сломанными рёбрами и конечностями они были добиты выстрелом револьвера».
Венгер писал характерно: «Янница уже мёртвый город».
Представитель Международного Красного Креста обнаружил за городом тысячи жителей, которые испуганные и отчаянные расположились на равнине у моста реки Лудиас. Он пишет:
«.. Разворачивается захватывающая драма: Голодные женщины и дети, дрожащие от холода и спящие под открытым небом все эти ночи… приближаются к нам с плачем, вовсе не для того чтобы мы помогли им продуктами, но для того чтобы мы положили конец их тревоге, поскольку ощущали себя гонимыми собаками, не зная где найти убежище…».
Эту атмосферу в своём докладе передаёт и посол Швеции в Греции, Тиберг, который пишет, что треть города была разрушена огнём. Он пишет: «Жители Янница оставляют город и находят убежище на болоте, где пребывают в наспех созданных хижинах и шалашах».
20 сентября 1944 года комитет жителей Янница обратился с посланием к Комитету союзников и эмиграционному правительству в Каире, описывая резню и прося оружие.
Послание заканчивалось фразой, что «это кровопролитие не произошло бы, если бы у населения было оружие и боеприпасы».
Немцы оставили Янница 3 ноября 1944 года.

## После войны
Шуберт предстал перед греческим судом и был расстрелян в тюрьме Эптапиргио в Салониках 22 октября 1947 года. В том же году полковник Георгиос Пулос также предстал перед трибуналом и был расстрелян в Афинах

## Память
Братская могила расстрелянных жителей города, включая мэра Томаса Мангриотиса, расположена перед 1-й начальной школой Янница.
Памятник расстрелянным 14 сентября 1944 года возведён 1976 году, в центре города, на улице 14 сентября, недалеко от площади Мангоса. Памятник представляет собой рельефную стеллу, в основании которой выбита надпись: «Муниципалитет Янница, в память 110 сограждан, расстрелянных немецкими оккупационными войсками 14 сентября 1944 года». В двух метрах от памятника установлена мраморная плита с именами погибших. Автор памятника скульптор Танасис Минопулос.